# Šebekino
Šebekino è una città della Russia europea sudoccidentale (oblast' di Belgorod); è il capoluogo amministrativo del distretto omonimo.

## Geografia
La cittadina è situata presso la confluenza del fiume Nežegol' nel Severskij Donec, 28 km a sudest di Belgorod, a breve distanza dal confine russo-ucraino.

## Società

### Evoluzione demografica
Fonte: mojgorod.ru
- 1926: 1.300
- 1939: 9.400
- 1959: 13.900
- 1970: 26.000
- 1979: 39.500
- 1989: 44.600
- 2007: 45.600